# Enseignements bahá'ís
Les enseignements bahá'ís représentent un grand nombre d'idées théologiques, éthiques, sociales et spirituelles établies dans la foi bahá'íe par Baháʼu'lláh, le fondateur de la religion, et clarifiées par ses dirigeants successifs : 'Abdu'l-Bahá, son fils et Shoghi Effendi, le petit-fils d'Abdu'l-Baha. Les enseignements ont été consignés dans divers écrits bahá'ís. Les enseignements de la Foi Bahá'íe, de même que les enseignements authentiques de plusieurs religions passées (zoroastrisme, hindouisme, judaïsme, bouddhisme, christianisme et islam), sont considérés, par les bahá'ís, comme étant révélés par Dieu.
Les enseignements bahá'ís comprennent des déclarations théologiques sur Dieu, ses prophètes/messagers et l'humanité, ainsi que des enseignements éthiques et sociaux. On y trouve, par exemple, l'égalité de tous les êtres humains sans distinction de sexe, de race, de nation, de couleur ou de classe sociale, l'harmonie de la science et la religion, l'égalité des sexes, l'enseignement obligatoire et l'élimination des extrêmes de richesse et de pauvreté, entre autres,.

## Résumé
Les principes les plus importants et les plus distinctifs des enseignements bahá'ís sont l'amour et l'unité. Ils sont illustrés par la règle d'or, et de nombreux principes sociaux,.
Shoghi Effendi, à la tête de la religion de 1921 à 1957, a résumé ainsi ce qu'il considérait comme les principes distinctifs des enseignements de Baháʼu'lláh, et qui, avec les lois et ordonnances du Kitáb- i-Aqdas, constituent le fondement de la foi bahá'íe :
La recherche indépendante de la vérité, non entravée par la superstition ou la tradition ; l' unité de la race humaine tout entière, le principe central et la doctrine fondamentale de la Foi ; l'unité fondamentale de toutes les religions; la condamnation de toute forme de préjugés, qu'ils soient religieux, raciaux, de classe ou nationaux ; l'harmonie qui doit exister entre la religion et la science ; l'égalité des hommes et des femmes, les deux ailes sur lesquelles l'oiseau du genre humain est capable de planer ; l'introduction de l'enseignement obligatoire; l'adoption d'une langue auxiliaire universelle ; l'abolition des extrêmes de richesse et de pauvreté ; l'institution d'un tribunal mondial pour le règlement des différends entre nations; l'exaltation du travail accompli dans l'esprit du service au rang de culte ; la glorification de la justice comme principe dominant dans la société humaine, et de la religion comme rempart pour la protection de tous les peuples et de toutes les nations ; et l'établissement d'une paix permanente et universelle comme but suprême de toute l'humanité - ceux-ci ressortent comme les éléments essentiels [que Bahá'u'lláh a proclamés].

## Unité
Trois affirmations fondamentales de la foi bahá'íe, parfois appelées les « trois unités », sont au cœur des enseignements de la religion. Ils sont l'Unicité de Dieu, l'Unicité de la Religion et l'Unicité de l'Humanité. On les appelle aussi l'unité de Dieu, l'unité de la religion et l'unité de l'humanité. Les écrits bahá'ís déclarent qu'il existe un dieu unique et tout-puissant, révélant son message à travers une série de messagers divins ou d'éducateurs, les considérant comme une religion progressivement révélée, à une seule humanité, qui possèdent tous une âme rationnelle et ne diffèrent que selon à la couleur et à la culture. Cette idée est fondamentale, non seulement pour expliquer les croyances bahá'íes, mais aussi pour expliquer l'attitude des bahá'ís envers les autres religions, qu'ils considèrent comme divinement inspirées. L'acceptation de chaque race et culture dans le monde a apporté la diversité démographique bahá'íe, devenant la deuxième foi la plus répandue dans le monde et traduisant sa littérature dans plus de 800 langues.

### L'unicité de Dieu
La vision bahá'íe de Dieu est monothéiste. Dieu est l'être impérissable et incréé qui est la source de toute existence,. Il est décrit comme « un Dieu personnel, inconnaissable, inaccessible, source de toute Révélation, éternel, omniscient, omniprésent et tout- puissant »,. Bien que transcendante et inaccessible directement, son image se reflète dans sa création. Le but de la création est que le créé ait la capacité de connaître et d'aimer son créateur.
Dans la croyance baha'ie, bien que les cultures humaines et les religions diffèrent sur leurs conceptions de Dieu et de sa nature, les différentes références à Dieu se réfèrent néanmoins à un seul et même Être. Les différences, au lieu d'être considérées comme des constructions irréconciliables de cultures mutuellement exclusives, sont considérées comme reflétant délibérément les besoins variés des sociétés dans lesquelles les messages divins ont été révélés.

Les enseignements bahá'ís déclarent que Dieu est trop grand pour que les humains en créent une conception précise. Dans la compréhension bahá'íe, les attributs de Dieu, tels que Tout-Puissant et Tout-Aimant, sont dérivés d'expériences humaines limitées de pouvoir et d'amour. Baháʼu'lláh a enseigné que la connaissance de Dieu est restreinte aux attributs et qualités qui nous sont perceptibles, et donc la connaissance directe de Dieu est impossible. De plus, Baháʼu'lláh déclare que la connaissance des attributs de Dieu est révélée à l'humanité par ses messagers,.
Notre connaissance des choses, même des choses créées et limitées, est connaissance de leurs qualités et non de leur essence, comment est-il possible de comprendre dans son essence la Réalité divine, qui est illimitée ? . . . Connaître Dieu signifie donc la compréhension et la connaissance de ses attributs, et non de sa réalité. Cette connaissance des attributs est aussi proportionnée à la capacité et à la puissance de l'homme ; ce n'est pas absolu,.
Alors que les écrits bahá'ís parlent d'un dieu personnel qui est un être doté d'une personnalité (y compris la capacité de raisonner et de ressentir l'amour), ils indiquent explicitement que cela n'implique pas une forme humaine ou physique. Les enseignements bahá'ís déclarent que l'on peut se rapprocher de Dieu par la prière, la méditation, l'étude des écrits saints et le service.

### L'unicité de l'humanité
Les écrits bahá'ís enseignent qu'il n'y a qu'une seule humanité et que tous les peuples sont égaux aux yeux de Dieu. La foi bahá'íe met l'accent sur l'unité de l'humanité, transcendant toutes les divisions de race, de nation, de sexe, de caste et de classe sociale, tout en célébrant sa diversité. Abdu'l-Baha déclare que l'unification de l'humanité est maintenant devenue «la question  primordiale dans les conditions religieuses et politiques du monde ». Les écrits bahá'ís affirment l'unité biologique, politique et spirituelle de l'humanité. Baha'u'llah a écrit :
Vous êtes les fruits d'un arbre et les feuilles d'une branche. Traitez-vous les uns avec les autres avec le plus grand amour et harmonie, avec amitié et camaraderie,.
Concernant l'unité biologique, les écrits bahá'ís déclarent que les différences entre les différentes races, nations et groupes ethniques sont soit superficielles (par exemple, la couleur de la peau), soit le résultat de différences d'origine ou d'éducation. Un enseignement bahá'í de base est l'élimination de toutes les formes de préjugés, qui se réfère, non seulement à l'élimination des préjugés raciaux mais aussi à celle d'autres formes de préjugés telles que la discrimination sexuelle.
Les enseignements bahá'ís déclarent que si la diversité ethnique et culturelle continuent d'exister, la première allégeance de l'humanité sera avec la race humaine plutôt qu'avec un groupe subsidiaire tel que la race, la nation ou le groupe ethnique. Il y aura une fin non seulement à la guerre, mais même à la rivalité entre les groupes.

Alors que les écrits bahá'ís parlent de l'unité du monde et de ses peuples, l'unité n'est pas assimilée à l'uniformité, mais au lieu de cela, les écrits bahá'ís affirment la valeur de la diversité culturelle, nationale et individuelle à travers le principe de  « l'unité dans la diversité », qui stipule que tout en reconnaissant l'unité de l'humanité, la diversité culturelle doit être célébrée. L'unité dans la diversité est communément décrite dans les écrits bahá'ís par l'analogie des fleurs d'un jardin, où les différentes couleurs des fleurs ajoutent à la beauté du jardin.
Elle [la Foi] n'ignore pas, ni ne tente de supprimer, la diversité des origines ethniques, du climat, de l'histoire, de la langue et de la tradition, de la pensée et des habitudes, qui différencient les peuples et les nations du monde. . . Son mot d'ordre est l'unité dans la diversité,.

### L'unité de la religion
Les enseignements bahá'ís déclarent qu'il n'y a qu'une seule religion qui est progressivement révélée par Dieu, à travers les prophètes / messagers, à l'humanité à mesure que l'humanité mûrit et que sa capacité à comprendre grandit également,. Les différences extérieures entre les religions, selon les écrits bahá'ís, sont dues aux exigences de l'époque et du lieu où la religion a été révélée. Baháʼu'lláh déclaré être le plus récent, mais pas le dernier, d'une série d'éducateurs divins qui incluent Jésus, Bouddha, Muhammad et d'autres,.

Les écrits bahá'ís déclarent que la nature essentielle des messagers est double : ils sont aussi humains que divins. Ils sont divins en ce qu'ils viennent tous du même dieu et exposent ses enseignements. Ils peuvent être vus sous le même jour, mais de plus, ce sont des individus distincts, connus sous des noms différents, qui remplissent des missions définies et sont chargés de révélations particulières. Baháʼu'lláh déclare dans de nombreux endroits que nier l'un des messagers de Dieu équivaut à les nier tous, et Dieu lui-même. Concernant les relations de ces éducateurs, que les bahá'ís appellent Manifestations de Dieu, Baháʼu'lláh écrit :
Dieu a ordonné que la connaissance de ces êtres sanctifiés soit identique à la connaissance de son propre Soi. Quiconque les reconnaît a reconnu Dieu. Quiconque entend leur appel, a écouté la voix de Dieu, et qui témoigne de la vérité de leur révélation, a témoigné de la vérité de Dieu lui-même. Quiconque se détourne d'eux, s'est détourné de Dieu, et qui ne croit pas en eux, a mécru en Dieu. . . Ce sont les manifestations de Dieu parmi les hommes, les preuves de sa vérité et les signes de sa gloire,.

## Révélation progressive
Les bahá'ís croient que Dieu révèle de manière régulière et périodique sa volonté à l'humanité par le biais de messagers ou prophètes, appelés Manifestations de Dieu dans la religion. Chaque messager à son tour établit une alliance et fonde une religion. Ce processus de révélation, selon les écrits bahá'ís, ne cesse jamais, ce qui est contraire à de nombreux autres systèmes de croyance qui croient en une finalité de leur prophète o messager. L'idée principale des religions successives et continues fondées par les Manifestations de Dieu est une tendance évolutive, et que chaque Manifestation de Dieu apporte une plus grande mesure de révélation (ou de religion) à l'humanité que la précédente. Les différences dans la révélation apportées par les Manifestations de Dieu sont déclarées ne pas être inhérentes aux caractéristiques de la Manifestation, mais plutôt attribuées aux divers facteurs mondains, sociétaux et humains: ces différences sont conformes aux « conditions » et aux « exigences variables de l'époque » et à la « capacité spirituelle« de l'humanité. Ces dernières sont considérées comme nécessaires puisque la société humaine a lentement et progressivement évolué à travers des étapes supérieures d'unification, de la famille aux tribus, puis aux nations.
Ainsi, la vérité religieuse est perçue comme relative à ses destinataires et non comme absolue ; tandis que les messagers proclamaient des vérités morales et spirituelles éternelles renouvelées par chaque messager, ils modifiaient également leur message pour refléter l'évolution spirituelle et matérielle particulière de l'humanité au moment de l'apparition du messager. Du point de vue bahá'í, puisque la capacité et la réceptivité spirituelles de l'humanité ont augmenté au fil du temps, la mesure dans laquelle ces vérités spirituelles sont exposées change.
Baháʼu'lláh a expliqué que l'apparition de messagers successifs ressemblait à venue annuelle du printemps, qui apporte une nouvelle vie au monde qui en est venu à négliger les enseignements du messager précédent. Il a également utilisé une analogie du monde comme corps humain et de la révélation comme robe de « justice et de sagesse ».
Baháʼu'lláh a mentionné dans le Kitáb-i-Íqán que Dieu renouvellera la « Cité de Dieu » environ tous les mille ans, et a spécifiquement mentionné qu'une nouvelle Manifestation de Dieu n'apparaîtrait pas dans les 1000 ans suivant le message de Baháʼu'lláh.

### La religion comme école
Les premières formes de religions sont considérées, dans de nombreux écrits bahá'ís, comme ressemblant à l'école primaire. De ce point de vue, l'humanité, comme un enfant, a mûri avec une plus grande capacité à saisir des idées complexes à mesure qu'elle grandit avec les années et passe l'école. Chaque fois qu'un messager divin apparaît, le message a été donné à des niveaux appropriés au degré de maturation de l'humanité. De ce point de vue, chaque religion différente peut avoir eu la vérité expliquée différemment selon les besoins des destinataires de l'enseignement.

### Le covenant
La petite alliance est une alliance qui concerne la reconnaissance du messager, l'acceptation et l'application de ses enseignements et des lois faites concernant la succession de l'autorité au sein de la religion. Dans la croyance bahá'íe, la manière dont le Pacte de Bahá'u'lláh a été explicitement présenté est considérée comme étant une caractéristique fondamentale de la religion et un puissant protecteur de l'unité de la foi bahá'íe et de ses adhérents.
La plus grande alliance fait référence à l'alliance conclue entre chaque messager de Dieu, que la littérature de la foi bahá'íe nomme Manifestations de Dieu, et ses disciples concernant la venue de la prochaine Manifestation de Dieu. Selon Baháʼu'lláh, Dieu a promis qu'il enverra une succession de messagers qui instruiront l'humanité. Dans la croyance bahá'íe, cette alliance est vue comme étant exprimée dans la prophétie dans les écritures religieuses de chaque religion, et chaque Manifestation de Dieu, comme Abraham, Moïse, Jésus, Muhammad, le Báb et Baháʼu'lláh, a prophétisé la prochaine Manifestation. En retour, les adeptes de chaque religion sont considérés comme ayant le devoir d'enquêter sur les revendications des manifestations suivantes.
La petite alliance est une alliance qui concerne la reconnaissance du messager, l'acceptation et l'application de ses enseignements et des lois faites concernant la succession de l'autorité au sein de la religion. Dans la croyance bahá'íe, la manière dont le Pacte de Bahá'u'lláh a été réellement présenté est considérée comme étant une caractéristique fondamentale de la religion et un puissant protecteur de l'unité de la foi bahá'íe et de ses disciples.

## Principes sociaux
Les principes suivants sont fréquemment répertoriés comme un résumé rapide des enseignements bahá'ís. Ils sont dérivés de transcriptions de discours prononcés par 'Abdu'l-Baha lors de sa tournée en Europe et en Amérique du Nord en 1912. La liste ne fait pas autorité et une variété de telles listes circulent,.

### Égalité des femmes et des hommes
La foi bahá'íe affirme l'égalité des sexes ; que les hommes et les femmes sont égaux. Baháʼu'lláh a noté qu'il n'y avait pas de distinction dans les stations spirituelles des hommes et des femmes. Abdu'l-Baha a écrit que les hommes et les femmes possèdent le même potentiel de vertus et d'intelligence, et a comparé les deux genres et le progrès de la civilisation aux deux ailes d'un oiseau où chaque aile est nécessaire pour assurer le vol. En ce sens, l'égalité des sexes est considérée par les bahá'ís comme une norme spirituelle et morale essentielle pour l'unification de la planète et le développement de l'ordre mondial, et dans l'importance de mettre en œuvre le principe dans l'individu, la famille et la communauté. vie.
Alors que les enseignements bahá'ís affirment la pleine égalité spirituelle et sociale des femmes par rapport aux hommes, il existe certains aspects de la distinction entre les sexes ou de la différenciation entre les sexes dans certains domaines de la vie. Les hommes et les femmes sont considérés comme ayant des forces et des capacités différentes qui leur permettent de mieux remplir différents rôles. Ainsi, il y a certains enseignements qui donnent la préférence aux hommes dans certaines circonstances limitées et d'autres qui donnent la préférence aux femmes. L'un de ces aspects concerne le fait biologique de la maternité potentielle pour les femmes, et donc l'enseignement bahá'í selon lequel les filles devraient avoir la priorité dans l'éducation car elles seraient potentiellement la première éducatrice des enfants. En termes d'administration bahá'íe, tous les postes, à l'exception de celui de membre de la Maison universelle de justice, sont ouverts aux hommes et aux femmes. Aucune raison spécifique n'a été donnée pour cette exception, mais 'Abdu'l-Baha a déclaré qu'il y a une sagesse pour cela, qui deviendrait finalement claire. Indépendamment des taux de femmes siégeant aux niveaux nationaux de gouvernance dans la religion dépassent ceux de la société en général : en 2010, la moyenne mondiale des femmes membres des parlements était de 19 %, tandis que la moyenne mondiale des femmes siégeant aux assemblées nationales avait atteint des taux de 39 %.

### Harmonie de la religion et de la science
L'harmonie de la science et de la religion est un principe central des enseignements bahá'ís. Le principe stipule que cette vérité est une, et donc la vraie science et la vraie religion doivent être en harmonie, rejetant ainsi l'idée que la science et la religion sont en conflit. 'Abdu'l-Baha a affirmé que la science sans religion mène au matérialisme, et que la religion sans science mène à la superstition ;  il a également affirmé que des pouvoirs de raisonnement sont nécessaires pour comprendre les vérités de la religion. Abdu'l-Baha a condamné les civilisations basées uniquement sur des croyances matérialistes qui, selon lui, entraîneraient des problèmes moraux.

### Enseignement obligatoire universel
Le thème de l'éducation dans la foi bahá'íe est mis en évidence. Sa littérature donne un principe d'éducation universelle ou obligatoire. Les enseignements bahá'ís se concentrent sur la promotion d'une éducation morale et spirituelle, en plus des arts, des métiers, des sciences et des professions. Baháʼu'lláh a écrit que les capacités spirituelles de chaque individu ne pouvaient être atteintes sans éducation spirituelle, et que les enfants avaient donc besoin d'une éducation spirituelle / religieuse dès le plus jeune âge. Il a également souligné l'importance de l'éducation laïque dans la mesure où son travail et sa vocation sont socialement importants. Les enseignements bahá'ís stipulent qu'il est de l'obligation des parents de pourvoir à l'éducation de leurs enfants et qu'une importance particulière doit être accordée à l'éducation des filles.

### Langue auxiliaire universelle
Dans le cadre de l'accent mis sur l'unité de l'humanité. les enseignements bahá'ís considèrent l'amélioration de la communication entre les peuples du monde entier comme un élément vital de l'unité et de la paix mondiales. Les enseignements bahá'ís considèrent la multiplicité actuelle des langues comme un obstacle majeur à l'unité, car l'existence de tant de langues réduit la libre circulation de l'information et rend difficile pour l'individu moyen d'obtenir une perspective universelle sur les événements mondiaux.
Baháʼu'lláh a enseigné que l'absence de langue commune est un obstacle majeur à l'unité mondiale puisque le manque de communication entre les peuples de langues différentes sape les efforts vers la paix mondiale en raison de malentendus de langue ; il a exhorté l'humanité à choisir une langue auxiliaire qui serait enseignée dans les écoles en plus de sa propre langue maternelle, afin que les gens puissent se comprendre. Il a déclaré que jusqu'à ce qu'une langue auxiliaire soit adoptée, l'unité complète entre les différentes parties du monde continuerait à ne pas être réalisée.
Baháʼu'lláh a souligné, cependant, que la langue auxiliaire ne devrait pas supprimer les langues naturelles existantes et que le concept d' unité dans la diversité doit être appliqué aux langues. Les enseignements bahá'ís déclarent que l'hétérogénéité culturelle est compatible avec l'unité, et qu'à l'heure actuelle dans l'histoire de l'humanité, l'enseignement bahá'í de l'unité exige d'embrasser la diversité culturelle puisque l'humanité est enrichie par les différentes cultures à travers le monde. Les enseignements bahá'ís déclarent également que le fait d'avoir une langue auxiliaire internationale supprimerait la pression de l'agrandissement naturel des groupes linguistiques majoritaires et préserverait ainsi les langues minoritaires, puisque chaque personne conserverait sa propre langue maternelle, et donc les cultures minoritaires.

### Élimination des extrêmes de richesse et de pauvreté
Les enseignements de la foi bahá'íe déclarent qu'il est nécessaire d'éliminer les extrêmes de la richesse et de la pauvreté. Abdu'l-Baha a noté que la pauvreté et l'extrême richesse étaient interdites pour une société compatissante, car la pauvreté démoralisait les gens et l'extrême richesse les accablait. Baháʼu'lláh a écrit que les riches devraient prendre soin des pauvres, car les pauvres sont une fiducie divine. Les enseignements bahá'ís énoncent de multiples façons d'aborder les extrêmes de la richesse et de la pauvreté, y compris des moyens institutionnels, tels que Huqúqu'lláh, ainsi que de créer un sentiment d'intérêt mutuel.
Alors que les enseignements bahá'ís promeuvent l'élimination des extrêmes de richesse et de pauvreté, ils ne promeuvent pas le communisme et légitiment plutôt la propriété individuelle. ʻAbdu'l-Baha a en outre noté que la richesse en elle-même n'était pas mauvaise et pouvait être utilisée pour le bien.

## Enquête indépendante sur la vérité
Baháʼu'lláh a enseigné que chaque individu doit rechercher la vérité par lui-même, sans suivre aveuglément les croyances des autres ou en s'appuyant sur la superstition et la tradition comme sources de connaissance. Ce principe est une obligation fondamentale. Les écrits bahá'ís « déclarent que, pour vraiment enquêter sur la vérité, nous devons abandonner nos préjugés et que, puisque la vérité essentielle sous-jacente à la réalité est une, une enquête indépendante sera également un pas puissant vers l'unité de l'humanité.
Quant à savoir si l'utilisation de la raison est un outil valable pour l'investigation indépendante de la vérité, l'érudit bahá'í Ian Kluge soutient que la religion prescrit une forme de « rationalisme modéré ». Il décrit son interprétation des enseignements bahá'ís, écrivant que » la raison peut nous dire certaines choses, mais pas d'autres ; elle peut  fournir certaines connaissances, mais elle a aussi des limites ». Il résume cela par la phrase « la raison est nécessaire mais pas suffisante ». Abdu'l Baha écrit que la raison et les pouvoirs de l'intellect ne sont « fortifiés en véritables conclusions et en parfaite connaissance » que lorsqu'ils sont combinés avec « l'illumination du Saint-Esprit ».
Les bahá'ís sont encouragés à méditer et à réfléchir quotidiennement sur les écrits bahá'ís dans ce qui a été appelé « un processus éternel ou sans fin » de recherche de la vérité. Shoghi Effendi affirme que Baha'u'llah « ne nous demande pas de le suivre aveuglément »et encourage-les bahá'ís à « lire ses paroles, considérer ses enseignements et mesurer leur valeur à la lumière des problèmes contemporains ». Abdu'l Baha souligne en outre que «Dieu nous a donné des esprits rationnels dans ce but, pour pénétrer toutes choses, pour trouver la vérité ».
Wolfgang Klebel met l'accent sur l'harmonie de l'intellect et du cœur dans son interprétation des enseignements bahá'ís, écrivant que « nous avons explicitement besoin des deux, d'un cœur pur et d'un esprit clair » et qu'à moins que le cœur ne soit pur, il pourrait « contaminer la raison logique ou même le pervertir ». Un accent particulier est mis sur le cœur dans les écrits baha'is sur l'investigation indépendante. Les écrits bahá'ís demandent fréquemment au chercheur de vérité de « Méditer cela dans son cœur » et Abdu'l Baha écrit : « Puissent vos cœurs devenir clairs et purs comme des miroirs polis dans lesquels peut se refléter toute la gloire du Soleil de Vérité ». Le cœur est aussi vu comme l'arène dans laquelle les contradictions apparentes sont dissipées. Le Báb écrit que « Ce qui est au-delà de ces deux extrêmes, qui est la Voie du Milieu... ne peut être compris que par le cœur ». Dieu a créé le cœur pour comprendre son unité et sa transcendance, et c'est à travers le cœur que l'unité divine peut être attestée au niveau de l'action. Alors que certains supposent qu'il existe une opposition entre le cœur et l'esprit ou la foi et la raison, les bahá'ís croient qu'il s'agit de fausses dichotomies établies sur des descriptions inadéquates simultanément de la foi et de la raison. Par exemple, Baha'u'llah redéfinit la foi en déclarant que « l'essence de la foi est la rareté des paroles et l'abondance des actes » et Abdu'l Baha commente en outre que « la sincérité est la pierre angulaire de la foi. C'est-à-dire qu'un individu religieux doit ignorer ses désirs personnels et chercher de toutes les manières possibles à servir l'intérêt public ». Abdu'l Baha écrit également que « si la religion s'oppose à la raison et à la science, la foi est impossible ; et lorsque la foi et la confiance dans la religion divine ne sont pas manifestées dans le cœur, il ne peut y avoir de réalisation spirituelle ».
À l'âge de quinze ans, les enfants élevés dans une famille bahá'íe sont enjoints d'enquêter sur différentes traditions spirituelles et sont libres de choisir s'ils veulent ou non rester bahá'ís. Il est interdit aux baha'is de communiquer avec les briseurs d'alliance et découragés de lire leur littérature. De plus, lorsque les bahá'ís publient des études indépendantes, l'administration bahá'íe leur demande de soumettre leurs écrits à une « révision bahá'íe (en), » processus dans lequel les bahá'ís soumettent leur matériel pour examen avant sa publication pour garantir la crédibilité de la compréhension de l'administration, une pratique critiquée par Juan Cole,.

## Enseignements spirituels
Les écrits bahá'ís contiennent de nombreuses références aux qualités et valeurs spirituelles que les individus devraient s'efforcer de développer. Les éléments de bonne moralité comprennent, entre autres, la fiabilité, la véracité, la fidélité, la sincérité, la pureté de la motivation, le service, la justice, la modération, la propreté, la dignité et l'évitement de la médisance, équilibrés par la raison et la connaissance,.
Dieu est décrit dans les écrits bahá'ís comme un Dieu unique, personnel, inaccessible, omniscient, omniprésent, impérissable et tout-puissant qui est le créateur de toutes choses dans l'univers. L'existence de Dieu et de l'univers est considérée comme éternelle, sans commencement ni fin. Les enseignements bahá'ís déclarent que Dieu est trop grand pour que les humains le comprennent pleinement ou pour en créer une image complète et précise. Par conséquent, la compréhension humaine de Dieu est atteinte à travers ses révélations via ses Manifestations,. Dans la religion bahá'íe, Dieu est souvent désigné par des titres et des attributs (par exemple, le Tout-Puissant ou le Tout-Aimant), et l'accent est mis sur le monothéisme. Les enseignements bahá'ís déclarent que les attributs qui sont appliqués à Dieu sont utilisés pour traduire la piété en termes humains et aussi pour aider les individus à se concentrer sur leurs propres attributs en adorant Dieu afin de développer leurs potentialités sur leur chemin spirituel,. Selon les enseignements bahá'ís, le but humain est d'apprendre à connaître et à aimer Dieu par des méthodes telles que la prière, la réflexion et le service à l'humanité.
Les écrits bahá'ís déclarent que les êtres humains ont une « âme rationnelle », et que cela confère à l'espèce une capacité unique à reconnaître le rang de Dieu et la relation de l'humanité avec son créateur. Chaque être humain est considéré comme ayant le devoir de reconnaître Dieu à travers ses messagers et de se conformer à leurs enseignements. Par la reconnaissance et l'obéissance, le service à l'humanité et la prière régulière et la pratique spirituelle, les écrits bahá'ís déclarent que l'âme se rapproche de Dieu, l'idéal spirituel de la croyance bahá'íe. Lorsqu'un être humain meurt, l'âme passe dans l'au-delà, où son développement spirituel dans le monde physique devient une base de jugement et d'avancement dans le monde spirituel. Les bahá'ís croient en la vie éternelle de l'âme plutôt qu'en la réincarnation. On enseigne que le paradis et l'enfer sont des états spirituels de proximité ou d'éloignement de Dieu qui décrivent les relations dans ce monde et dans l'autre, et non des lieux physiques de récompense et de punition obtenus après la mort.

## Organisation
« L'administration bahá'íe » ou « l'ordre administratif bahá'í » est le système administratif de la religion qui repose directement sur les enseignements de la religion rédigés par ses personnages centraux - en particulier Baháʼu'lláh et Abdu'l-Bahá. Il est divisé en deux parties, les élus et les nommés. L'institution gouvernementale suprême de la foi bahá'íe est la Maison universelle de justice, située à Haïfa, en Israël.
L'administration bahá'íe s'appuie sur quatre documents scripturaux essentiels qui servent de charte à son fonctionnement. Le premier est le Kitáb-i-Aqdas, le livre le plus sacré de la foi bahá'íe, rédigé par Bahá'u'lláh lui-même. Il établit les lois et les principes fondamentaux de la religion. Ensuite, nous avons les Tablettes du Plan Divin, un ensemble de lettres écrites par `Abdu'l-Bahá, le fils de Bahá'u'lláh, qui donnent des directives pour diffuser la foi bahá'íe à travers le monde. La Tablette du Carmel est un autre texte important, également écrit par `Abdu'l-Bahá, qui décrit le rôle du Mont Carmel dans la foi bahá'íe et donne des instructions pour développer la région comme centre administratif et spirituel de la communauté bahá'íe. Enfin, le Testament d'Abdu'l-Bahá, rédigé par `Abdu'l-Bahá lui-même, établit les structures administratives de la foi bahá'íe et désigne son petit-fils, Shoghi Effendi, comme le premier Gardien de la foi bahá'íe

### La consultation comme processus de règlement des différends
La clé de la fonction de l'organisation bahá'íe est le principe de consultation. Cela fait référence à la méthode de discussion et de prise de décision non contradictoires qui est décrite dans les écrits bahá'ís et qui est utilisée à tous les niveaux de l'administration bahá'íe. La consultation s'efforce d'aller au-delà d'un processus de prise de décision qui accepte l'opinion de la majorité, vers un processus qui vise à découvrir la vérité grâce à une participation universelle et une coopération disciplinée.